# Americhernes andinus
Espèce
Synonymes
- Lamprochernes andinus Beier, 1959

Americhernes andinus est une espèce de pseudoscorpions de la famille des Chernetidae.

## Distribution
Cette espèce est endémique de la province de Tucumán en Argentine. Elle se rencontre vers Trancas.

## Étymologie
Son nom d'espèce lui a été donné en référence au lieu de sa découverte, les Andes.

## Publication originale
- Beier, 1959 : Zur Kenntnis der Pseudoscorpioniden-Fauna Afghanistans. Zoologische Jahrbücher, Abteilung für Systematik, Ökologie und Geographie der Tiere, vol. 87, p. 257-282.